# Богдан Огинський
Огінський Матвійович Богдан (д/н — 1625) — литовсько-білоруський магнат гербу «Огинець», політичний діяч Великого князівства Литовського, меценат.

## Життєпис
Походив з впливового литовсько—білоруського роду Огинських, син Матвія Огінського. Замолоду навчався у відомого українського просвітника Мелетія Смотрицького. Згодом брав участь у війнах Великого князівства Литовського. Тут спочатку став ротмістром, а згодом й гусарським полковником. Брав участь у Лівонській війні. У 1580 році королем Стефаном Баторієм був призначений підкоморієм троцьким.
У 1607, 1608 та 1613 обирався делегатом Литовського сейму. В ці ж роки був маршалком трибуналу Великого князівства Литовського.
Водночас він значно розширював свою маєтності, купивши землі Агінти, Крони, Еви, тим самим ще більше зміцнив своє майнове та політичне становище у Литві та Білорусі. Незабаром став одним з організаторів Віленського православного братства, через деякий час став його старостою. Після прийняття Брестської унії у 1596 році рішуче протидіяв поширенню католицтва, захищаючи православний обряд. Значну частину своїх статків віддавав на книгодрукування православних книг, підтримував православні школи та учнів. У 1611 році заснував друкарню в містечку Єв'ї.